# آپتینوما منگابه
آپتینوما منگابه (نام علمی: Aptinoma mangabe) نام یک گونه از تیره مورچه است.